# Mickle Fell
Mickle Fell est un sommet du Royaume-Uni culminant à 788 mètres d'altitude dans la chaîne des Pennines, dans le comté de Durham, dont il constitue le point culminant, en Angleterre. Il fait partie d'une zone d'entraînement militaire, ce qui en restreint fortement l'accès malgré la présence d'une épave de bombardier ayant attiré la curiosité de passionnés. Il est également inclus dans plusieurs aires protégées.

## Toponymie
Le nom de Mickle Fell vient du vieux norrois Mikill signifiant « grand » et de fell, aussi connu sous la forme fjäll, qui désigne un type de montagne ou de colline.

## Géographie
Mickle Fell est situé dans le Nord de l'Angleterre, au Royaume-Uni, dans le comté de Durham ; son extrémité ouest-sud-ouest s'étend jusqu'au comté de Cumbria, leur limite passant à 777 mètres d'altitude. Il se trouve à environ 60 kilomètres au sud-ouest de Newcastle et 100 kilomètres au nord-nord-ouest de Leeds, alors que la frontière avec l'Écosse passe à 65 kilomètres au nord-ouest. Les côtes de la mer d'Irlande et de la mer du Nord sont approximativement à égale distance, à 70 kilomètres respectivement à l'ouest et à l'est. Le sommet s'élève à 788 mètres d'altitude, ce qui en fait le point culminant du comté non métropolitain de Durham et du comté traditionnel du Yorkshire. Sa hauteur de culminance par rapport à Knock Fell, à 10 kilomètres au nord-ouest, est de 212 mètres, ce qui en fait un marilyn, un des rares des North Pennines du fait de leur relief relativement homogène. Il fait entièrement partie du bassin du fleuve Tees.
Mickle Fell se trouve au centre d'une vaste zone de landes tourbeuses qui abrite notamment l'Écureuil roux, le Triton crêté et le Tétras lyre.

## Histoire
En 1942 est établie la zone d'entraînement de Warcop, un champ de tir du ministère de la Défense occupant une superficie de 9 700 hectares en incluant Mickle Fell,. Il est utilisé par l'infanterie, en particulier pour des exercices de chars de combat.
Le 19 octobre 1944, un bombardier Short Stirling, le LK 488, s'écrase sur Mickle Fell à l'occasion d'un vol d'entraînement après avoir décollé de West Wratting dans le Cambridgeshire. Un épais brouillard perturbe la trajectoire et l'altitude de vol adoptées par le pilote. Au moment de l'impact, une des ailes est déchirée et l'avion finit sa course à l'envers sur le versant septentrional de la montagne. La tourelle arrière est également arrachée, ce qui permet à son occupant d'être le seul parmi les sept membres d'équipage à survivre. Il parvient à parcourir trois kilomètres pour se rendre à la ferme de Birkdale. L'épave attire de nombreux passionnés d'aviation dans les années 1960, avant qu'une partie soit récupérée et entreposée dans un musée à la fin des années 1970, le restant des pièces étant jeté dans les dolines qui parsèment la montagne.

## Activités

### Randonnée et ascension

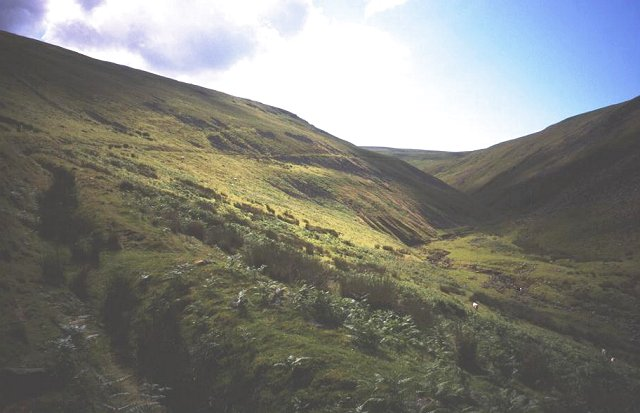
Vue d'un vallon traversé par un ancien sentier au sud-ouest du sommet.

L'ascension de Mickle Fell requiert un permis délivré par les autorités de la zone d'entraînement de Warcop, du fait des risques liés aux exercices de tir hormis le dimanche après-midi et douze week-ends par an. Elle peut être réalisée par l'ouest depuis la vallée de l'Eden ou par l'est depuis la vallée de la Tees.

### Protection environnementale
Mickle Fell est protégé depuis 1988 au sein de l'Area of Outstanding Natural Beauty des North Pennines qui couvre une superficie d'approximativement 2 000 km2. En outre, le versant septentrional fait partie de la réserve de nature nationale de Moor House-Upper Teesdale qui s'étend sur 8 670 hectares.
La partie de la montagne située dans le comté de Durham est incluse dans le site d'intérêt scientifique particulier d'Upper Teesdale (14 365 ha) et, pour ce qui est de son piémont méridional, dans celui de Lune Forest (6 329 ha), alors que son extrémité occidentale, en Cumbria, est incluse dans celui d'Appleby Fells (10 693 ha). La zone spéciale de conservation de Moor House-Upper Teesdale se confond en partie avec les sites d'intérêt scientifique particulier d'Upper Teesdale et d'Appleby Fells, (38 806 ha) et celle de North Pennine Moors avec le site d'intérêt scientifique particulier de Lune Forest, (103 130 ha). L'ensemble est compris dans la zone de protection spéciale de North Pennine Moors, (147 278 ha).